# Karen Briggs (Musikerin)

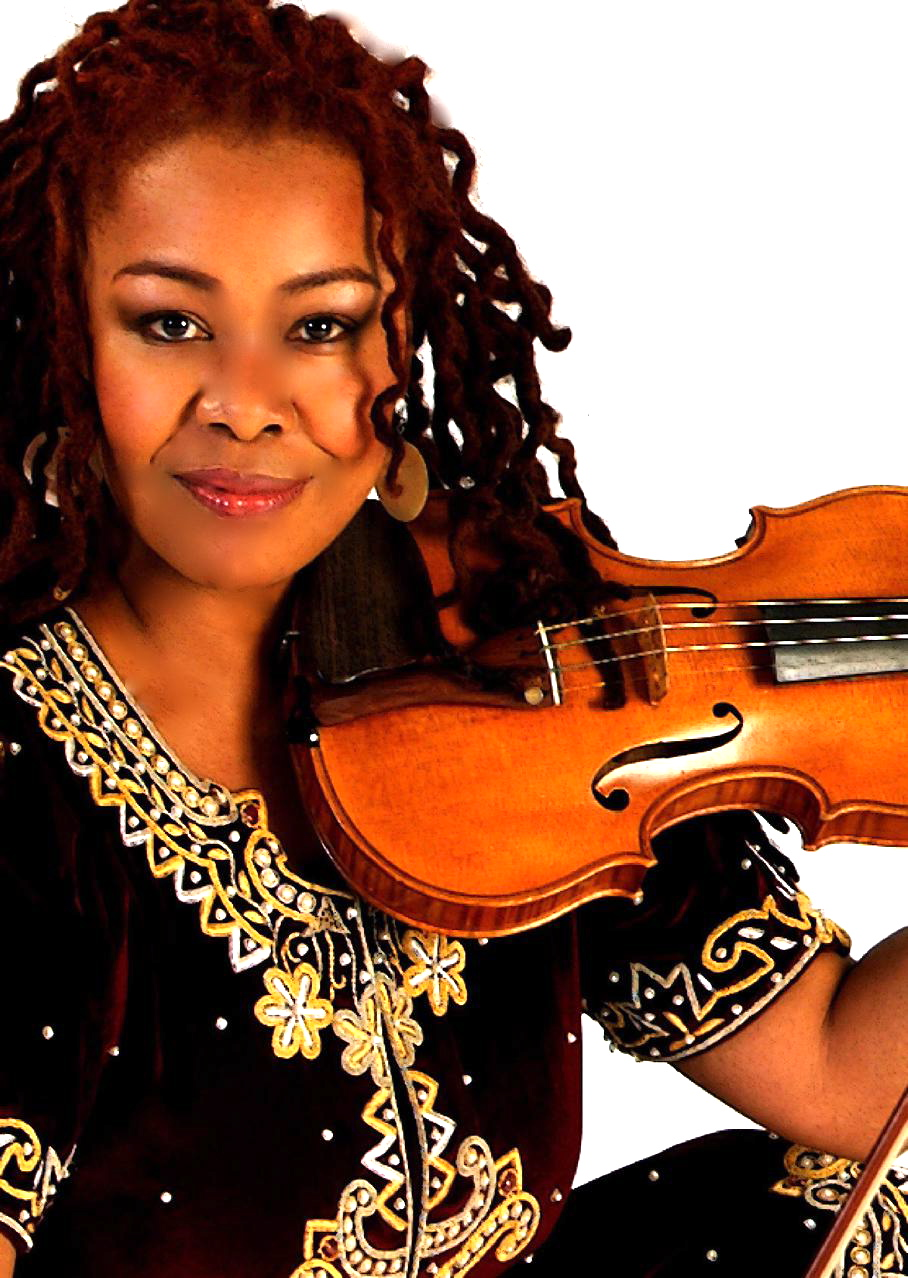
Karen Briggs (2005)

Karen Briggs (* 12. August 1963 in Manhattan) ist eine amerikanische Geigerin, die insbesondere im Bereich des Smooth Jazz hervorgetreten ist.

## Leben und Wirken
Briggs wuchs in einer Musikerfamilie auf und begann im Alter von zwölf Jahren Geige zu spielen. Bereits im Alter von 15 Jahren entschied sie sich für eine Karriere als professionelle Musikerin. Nach ihrem Highschool-Abschluss 1981 besuchte sie das Norfolk State College, wo sie Musikpädagogik und Medienwissenschaften studierte.
1983, noch während ihres Studiums, wurde Briggs Mitglied im Virginia Symphony Orchestra, dem sie die folgenden Jahre angehörte. Briggs empfand die klassische Musik zunehmend als einschränkend und zog nach vier Jahren 1987 nach New York, um Jazz zu spielen. Dort gewann sie mehrere Amateurwettbewerbe im Apollo Theater. 1988 heiratete Briggs und zog nach Los Angeles. 1989 absolvierte sie eine Tournee mit Soul II Soul durch die Vereinigten Staaten und Japan.
Von 1991 bis 2004 war Briggs mit Yanni wiederholt auf Tourneen, wo sie den Beinamen „Lady in Red“ erhielt. Daneben spielte sie 1994 in der Carnegie Hall an der Seite des Pianisten Dave Grusin (im Film Music of the Heart dokumentiert), hatte einen Auftritt mit Diana Ross in der Oprah Winfrey Show und trat in der Tonight Show mit Jay Leno auf.
Briggs gründete zusammen mit Stanley Clarke, Lenny White, Richie Kotzen und Rachel Z die Fusion-Gruppe Vertú, die 1999 ein Album veröffentlichte. Dann verfolgte sie eine Solokarriere; sie legte bisher drei Alben unter eigenem Namen vor. 2001, 2004 und 2007 trat sie beim Mary Lou Williams Women in Jazz Festival im John F. Kennedy Center for the Performing Arts auf. Briggs gehörte auch zum Lao Tizer Jazz Quartett und konzertiert seit 2008 auch mit der Frauenband Jazz in Pink. Sie ist auch auf Alben von Milcho Leviev, Kamau Daáood, Lyle Workman und Annie Lennox zu hören. Andere Künstler, mit denen Briggs zusammengespielt hat, sind der Wu-Tang Clan, En Vogue und Chaka Khan.

## Diskographische Hinweise
- Karen (1992)
- Amazing Grace (1996)
- Vertú: Vertú (1999)
- Soulchestral Groove (2009)